# Paradosso sull'attore
Il Paradosso sull'attore (Paradoxe sur le comédien, in lingua francese) è un trattato sull'arte drammatica scritto dal filosofo francese Denis Diderot negli anni compresi tra il 1770 e il 1780 e organizzato in forma di dialogo tra due interlocutori.

## Composizione
Pubblicato postumo nel 1830, fu sicuramente rimaneggiato dall'autore, dopo la prima stesura, intorno al 1783-1784. La genesi dell'opera è da rintracciarsi nell'interesse di Diderot per un saggio su David Garrick, celebre attore teatrale inglese. Il direttore della rivista per la quale Diderot componeva articoli, Correspondances littéraires, gli aveva infatti inviato il saggio assieme ad altri per farglielo recensire. Colpito dal lavoro e dall'analisi sullo stile recitativo, Diderot elaborò una personale teoria sull'arte drammatica, espressa poi sulle pagine della rivista. Il Paradosso sull'attore è un ampliamento dello stesso articolo di Diderot apparso nel 1770 su Correspondances littéraires.

## Contenuti
Ponendosi controcorrente rispetto al pensiero coevo, Diderot svela che l'attore non è un passivo imitatore né un artista che basa la sua arte sulla sola sensibilità o sullo slancio romantico delle passioni. C'è bisogno, infatti, che l'attore non solo studi i grandi modelli precedenti, ma si affidi, nell'interpretazione, alla razionalità, che gli potrà permettere di ottenere risultati costanti.
In questo modo Diderot assegna all'attore lo statuto di creatore e non di imitatore, mettendolo al pari dell'autore teatrale, considerato l'unico vero creatore della storia rappresentata. L'eccessivo slancio causa nell'attore un eccesso di artificiosità nella recitazione: una studiata razionalità, unita alla perspicacia, otterrebbero invece la naturalezza dell'interpretazione. Poiché il compito dell'attore è, poi, riprodurre le medesime scene più volte nel corso della sua vita, un'interpretazione basata sulla sola emotività rischierebbe di rendere incostante il risultato, che potrebbe essere influenzato dalla stanchezza o dal turbamento, causando l'insuccesso dell'interprete. 
Il saggio di Diderot è alla base delle moderne teorie sul lavoro dell'attore, il quale necessita di una severa disciplina e di una studiata tecnica per affrontare il suo lavoro.

## Traduzioni italiane
- trad. Angelo Moneta, Milano: Rizzoli (BUR n. 1642), 1960
- trad. Jole Bertolazzi, a cura di Paolo Alatri, Roma: Editori Riuniti, 1972, 1989, 2000, 2007, 2020
- a cura di Roberto Rossi, con uno scritto di Yvon Belaval, Milano: SE (Piccola enciclopedia n. 28), 1986; Milano: Abscondita (Miniature n. 8), 2002
- a cura di Rosanna Serpa, Roma: Angelo Signorelli, 1993
- trad. Alessandro Varallo, a cura di Giuseppe Panella, Milano: La vita felice, 2002; a cura di Alessandro Varallo, 2009
- trad. Adriano Saleri, postfazione di Jacques Copeau, Roma: Dino Audino, 2014; con saggio introduttivo di Paola Degli Esposti, 2021